# یائو ونیوان
یائو ونیوان (انگلیسی: Yao Wenyuan; ۱۲ ژانویهٔ ۱۹۳۱ – ۲۳ دسامبر ۲۰۰۵) سیاستمدار اهل چین بود.

## زندگی‌نامه
یائو در چجیانگ، در یک خانواده روشنفکر به دنیا آمد. پدرش نویسنده، مترجم و منتقد هنری بود. او حرفه خود را در شانگهای به عنوان یک منتقد ادبی شروع کرد. از آن زمان، او شروع به هم‌کاری نزدیک با سیاستمداران چپ‌گرا از جمله رئیس بخش تبلیغات کرد. مقاله او "در اپرای تاریخی پکن در ۱۰ نوامبر ۱۹۶۵ منتشر شد. در آوریل ۱۹۶۹، او به دفتر سیاسی حزب کمونیست چین پیوست. او در زادگاهش شانگهای زندگی کرد و در آوریل ۲۰۰۵ درگذشت.